# Лаппоя
Лаппоя — река в России, протекает в Карелии.
Исток реки находится на границе Пряжинского района, южнее озера Синемукса, но большая часть течения — в Олонецком. Устье реки находится в 39 км по правому берегу реки Тулокса. Длина реки составляет 13 км.
Левый приток — Туомиоя (из озера Туомиярви).

## Данные водного реестра
По данным государственного водного реестра России относится к Балтийскому бассейновому округу, водохозяйственный участок реки — Водные объекты бассейна озера Ладожское без рек Волхов, Свирь и Сясь, речной подбассейн реки — Нева и реки бассейна Ладожского озера (без подбассейна Свирь и Волхов, российская часть бассейнов). Относится к речному бассейну реки Нева (включая бассейны рек Онежского и Ладожского озера).
Код объекта в государственном водном реестре — 01040300212102000011662.